# Alicja Trzebunia
Alicja Trzebunia (ur. 20 grudnia 1979 w Zakopanem) – polska łyżwiarka szybka, rekordzistka Polski na 10000 m (18:09,7 min), były mistrz Polski na 500m z 2003 roku. Trenowała m.in. w AZS Zakopane i WTŁ Stegny, ukończyła AWF Kraków, trener łyżwiarstwa szybkiego w AZS Zakopane.

## Osiągnięcia sportowe
- Brązowy medal na Mistrzostwach Polski 1998 na 1000 m i 3000 m
- Brązowy medal na Mistrzostwach Polski 1999 na 3000 m
- Złoty medal na Mistrzostwach Polski 2003 na 500 m
- Brązowy medal na Mistrzostwach Polski 2005 na 1000 m